# Zephyria Fluctus
Lo Zephyria Fluctus è una struttura geologica della superficie di Marte.